# Guy de Vicogne
Pour les articles homonymes, voir Bienheureux Guy.
Le bienheureux Guy de Vicogne est le fondateur de l'abbaye de Vicogne.

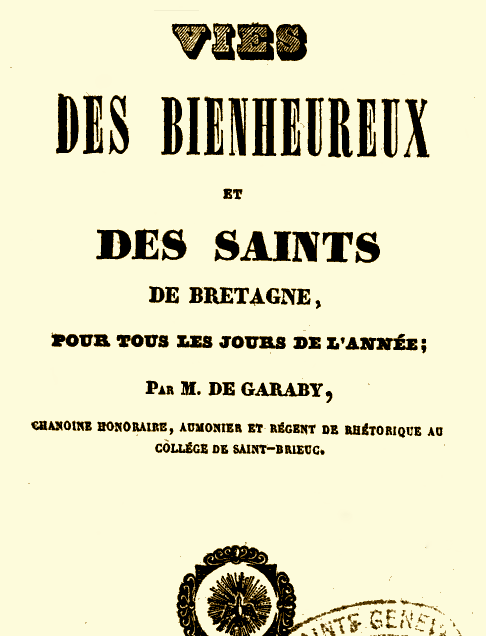
Page de garde du livre la vie des bienheureux et des saints de Bretagne, pour tous les jours de l'année de Malo-Joseph de Garaby.

Le bienheureux Guy se fête le 31 mars.
Malo-Joseph de Garaby décrit en détail sa vie dans son livre publié en 1839 : la vie des bienheureux et des saints de Bretagne, pour tous les jours de l'année. 

« Il était d'une noble famille armoricaine. Touché de la grâce, il regretta les jours de sa jeunesse perdus en voyages d'agrément et passa quelque temps à Prémontré sous la direction de saint Norbert qui le fit ordonner prêtre, ensuite il se retira dans une forêt de l'Artois. Un grand concours de peuple vint écouter cet homme qui sous un habit méprisable offrait tant de vertus et dont l'éloquence insinuante gagnait tous les cœurs. On courait de partout lui demander le soulagement du corps et de l'âme. Le vertueux ermite acquit le lieu où fut depuis l'abbaye de Vicogne auprès de Valenciennes. Il y bâtit un oratoire avec des cellules pour lui et pour ceux qui se mirent sous sa direction. De là, il parcourait les châteaux et les chaumières semant la parole de vie qui fructifia merveilleusement. Il rentrait avec des néophytes qu'il formait à la perfection. Malgré le dénuement où il vivait avec ses disciples gagnant leur pain à la sueur de leur front, il ne laissait aucun pauvre s en aller sans aumône. Valbert abbé de Saint Martin de Laon vint à la prière de Guy visiter cet établissement et fut si édifié que bientôt prêchant à Douai, il exalta la vie angélique des solitaires de Vicogne, ce qui détermina beaucoup de simples fidèles et d'ecclésiastiques à s'y retirer. L'évêque d'Arras bénit Warin premier abbé de la communauté et qui la gouverna 20 ans avec édification. La nouvelle abbaye prospérant entre les mains des Prémontrés, le bienheureux en fonda une autre dans le pays messin et y fit mettre un abbé. Il fit ensuite deux pèlerinages à Jérusalem et revint passer quelque temps à Vicogne, commença la construction d'un hôpital près de Valenciennes et ne fut pas assez secondé par les habitants pour l'achever. Il allait entreprendre un troisième voyage en Palestine quand il mourut au château de Jouin après deux mois de maladie le 31 mars 1147. »

— Malo-Joseph de Garaby, Vie des bienheureux et des saints de Bretagne, pour tous les jours de l'année, 1839,